# Hybolasius sinuatofasciatus
Hybolasius sinuatofasciatus là một loài bọ cánh cứng trong họ Cerambycidae.